# XXXX Gold
 (octobre 2023).
La mise en forme du texte ne suit pas les recommandations de Wikipédia : il faut le « wikifier ».
Les points d'amélioration suivants sont les cas les plus fréquents. Le détail des points à revoir est peut-être précisé sur la page de discussion.
- Les titres sont pré-formatés par le logiciel. Ils ne sont ni en capitales, ni en gras.
- Le texte ne doit pas être écrit en capitales (les noms de famille non plus), ni en gras, ni en italique, ni en « petit »…
- Le gras n'est utilisé que pour surligner le titre de l'article dans l'introduction, une seule fois.
- L'italique est rarement utilisé : mots en langue étrangère, titres d'œuvres, noms de bateaux, etc.
- Les citations ne sont pas en italique mais en corps de texte normal. Elles sont entourées par des guillemets français : « et ».
- Les listes à puces sont à éviter, des paragraphes rédigés étant largement préférés. Les tableaux sont à réserver à la présentation de données structurées (résultats, etc.).
- Les appels de note de bas de page (petits chiffres en exposant, introduits par l'outil «  Source ») sont à placer entre la fin de phrase et le point final[comme ça].
- Les liens internes (vers d'autres articles de Wikipédia) sont à choisir avec parcimonie. Créez des liens vers des articles approfondissant le sujet. Les termes génériques sans rapport avec le sujet sont à éviter, ainsi que les répétitions de liens vers un même terme.
- Les liens externes sont à placer uniquement dans une section « Liens externes », à la fin de l'article. Ces liens sont à choisir avec parcimonie suivant les règles définies. Si un lien sert de source à l'article, son insertion dans le texte est à faire par les notes de bas de page.
- La présentation des références doit suivre les conventions bibliographiques. Il est recommandé d'utiliser les modèles {{Ouvrage}}, {{Chapitre}}, {{Article}}, {{Lien web}} et/ou {{Bibliographie}}. Le mode d'édition visuel peut mettre en forme automatiquement les références.
- Insérer une infobox (cadre d'informations à droite) n'est pas obligatoire pour parachever la mise en page.

Pour une aide détaillée, merci de consulter Aide:Wikification.
Si vous pensez que ces points ont été résolus, vous pouvez retirer ce bandeau et améliorer la mise en forme d'un autre article.
 (octobre 2023).
XXXX Gold est le nom d'une pale lager australienne de la marque XXXX, brassée dans l'État du Queensland par Castlemaine Perkins et l'une des bières les plus populaires d'Australie. Elle est également produite dans la brasserie Boag's à Launceston (Tasmanie).
La XXXX Gold est un sponsor des Queensland Bulls et des associations de cricket du Queensland, de l'Australie du Sud, du Territoire de la capitale australienne et du Territoire du Nord,.

## Histoire
La marque a aussi sponsorisé l'Australian V8 Supercars Championship de 2008 à 2011, ainsi que la branche australienne des Professional Bull Riders, le club de football australien des Lions de Brisbane (depuis 2017). Elle reste l'un des rares sponsors `XXXX` actifs.
Victoria Bitter a détenu la majorité des parts de marché en ce qui concerne les bières vendues en Australie durant plus de deux décennies. Cependant, en 2012, ce rôle est passé à la XXXX Gold de la brasserie Lion Nathan, qui a ensuite passé le relais à Victoria Bitter en 2013.
En mars 2012, XXXX Gold a obtenu un bail de trois ans sur l' île (de) Pumpkin (ou du Potiron / Citrouille), 15 acres (6 ha) au sud de la grande barrière de corail, qu'ils ont transformée en un lieu utilisé dans des événements publicitaires et promotionnels. XXXX a sponsorisé la série XXXX Gold Beach Cricket Tri-Nations, qui impliquait des joueurs de cricket d'Australie, d'Angleterre et des Antilles tels qu'Allan Border, Graham Gooch, Courtney Walsh et Sir Viv Richards.